# ملعب السماوة
ملعب السماوة هو ملعب متعدد الأغراض يقع مقره في السماوة، العراق، يستخدم في الغالب لمباريات كرة القدم وهو الملعب الرئيسي لنادي نادي السماوة، الملعب يستوعب 15000 متفرج.

## روابط خارجية
- ملعب السماوة على موقع كووورة